# 玉米片

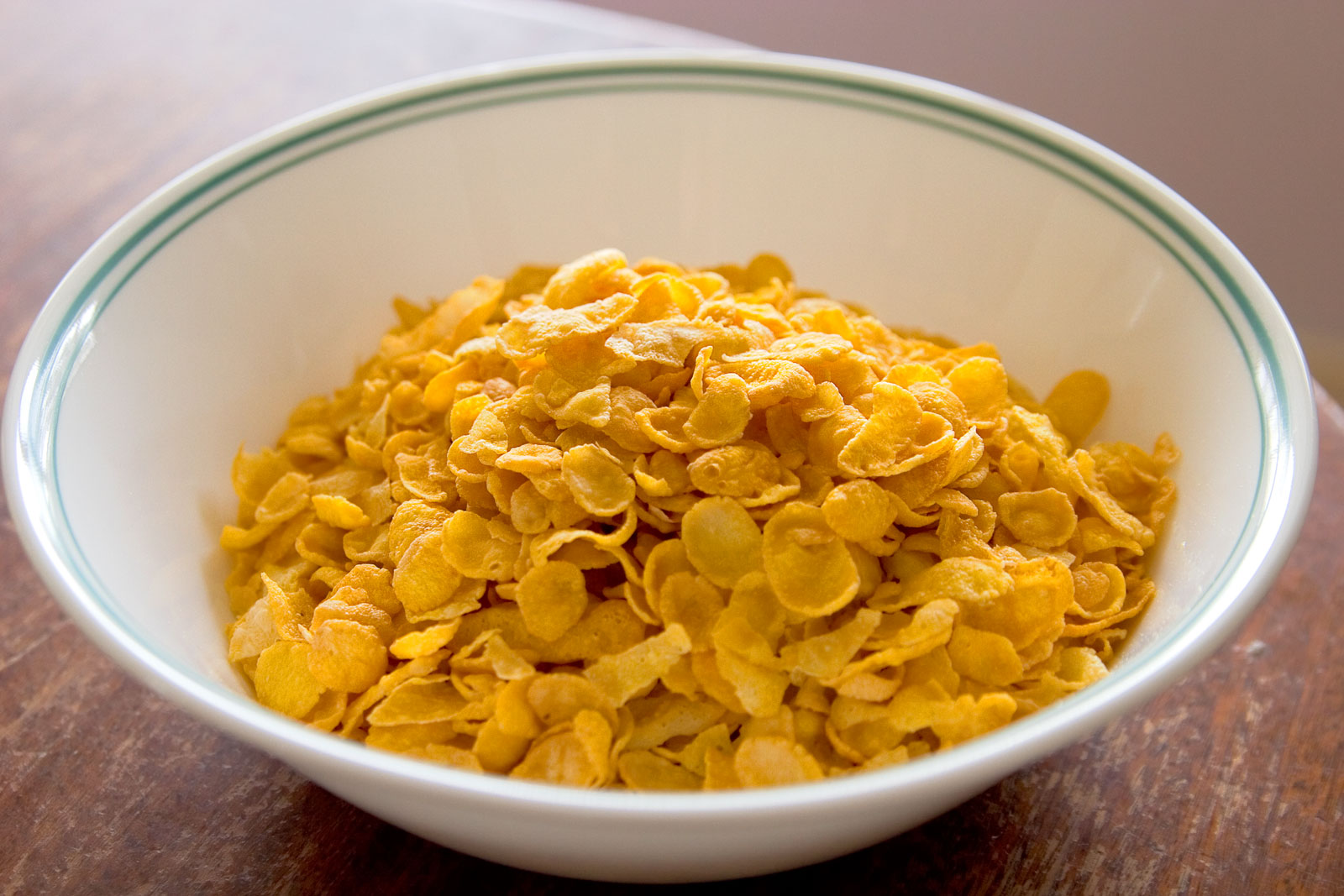
玉米片

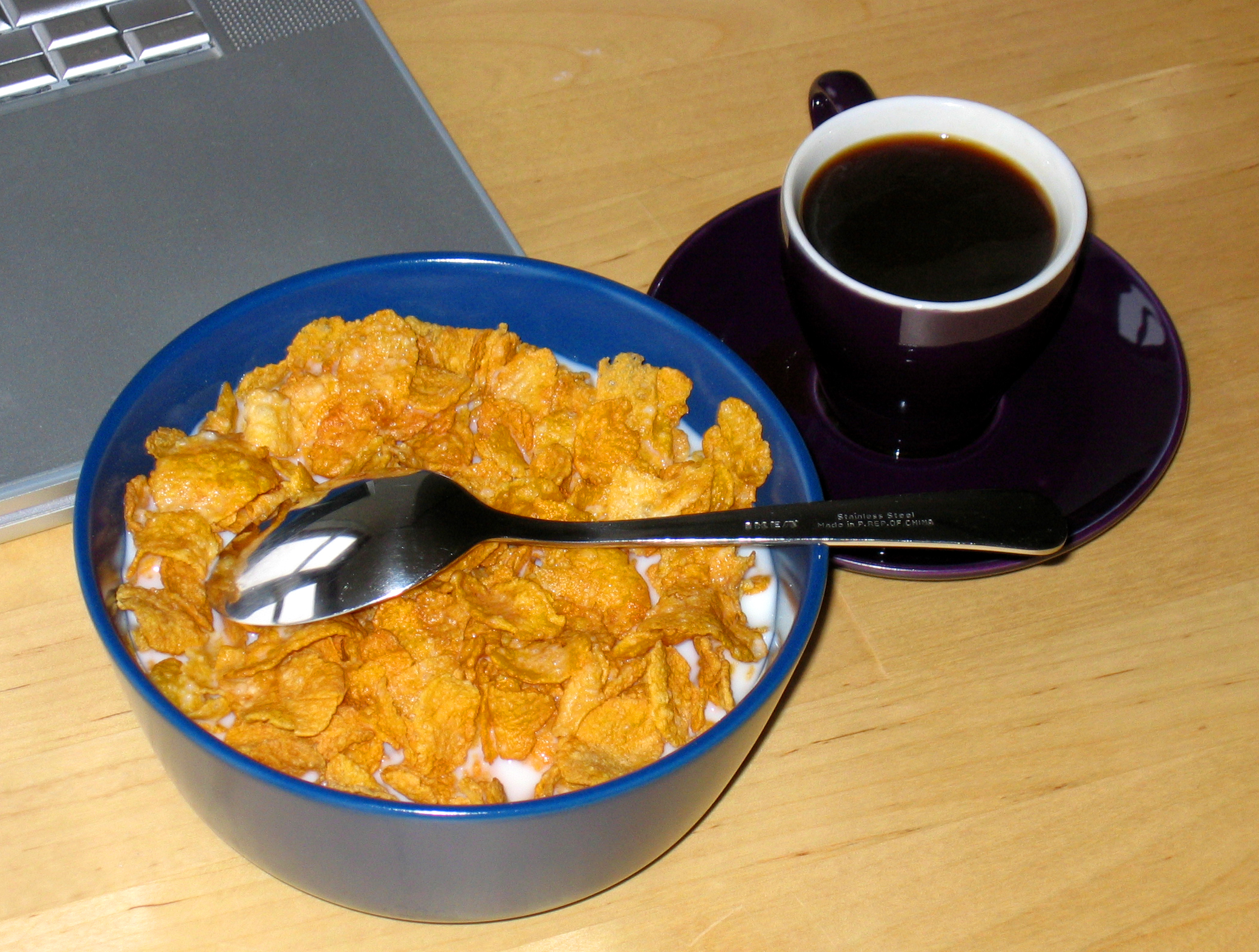
玉米片早餐

玉米片是混合了烹饪过的玉米、砂糖和维他命的食品。原料生面团需要被揉和烘烤才能制造出适当的薄片。玉米片是种谷类早餐食品，通常与牛奶一起食用。

## 历史
玉米片是由美国的医学博士（Dr.John Harvey Kellogg）和他的兄弟威爾·凱斯·家樂（Will Keith Kellogg）在美国密西根市发明。在十九世纪末期，他们为了促进病人的痊愈，而寻找一种健康素食的基本食品。他们的配方是一种经过煮、压和热烘干的玉米，并且制成薄薄的松脆的片状食品；加入一点盐，就可以食用了。从1906起这项偶然的发明被维尔·凯斯·凯洛格新成立的公司“Battle Creek Toasted Corn Flake Company”投放市场。1922年，该公司更名为“凯洛格公司”（Kellogg Company），从此玉米片这一概念被和谷物联系在了一起，哈维的制作方法后来被应用在小麦和大米上，在此基础之上，后来又产生的玉米条等许多相关食品。

## 经济意义
在大量投入工业化生产的不久，凯洛格公司陷入了供不应求的局面。当时最著名广告词就是“请三十天不要吃烤玉米片了”但是事与愿違，一场玉米片需求战爆发了。在美国取得了成功以后，玉米片1915年左右被引进加拿大，稍后又进入了澳大利亚和英国市场。从此玉米片进入了欧洲大陆。今天人们能在附近的任何一家超市找到玉米片。为了满足不同的需求，它的品种也越来越多样化，以各种混合的形式出现，可加入鹹或甜的菜肴并带有不同的附料。例如烘干的水果、巧克力碎屑等。

## 其他地方的玉米片
- 墨西哥玉米片